# Vespa Club Croatia
Vespa Club Croatia hrvatski je klub vlasnika i ljubitelja Vespi, koji okuplja vespiste iz cijele države te predstavlja Hrvatsku u svjetskoj organizaciji "Vespa World Club".
Klub je osnovan 2007. godine na temeljima Vespa kluba Zagreb - AMD "Rade Končar", prvog hrvatskog Vespa kluba, osnovanog početkom 1960-ih.
Trenutno u klubu djeluje preko 100 članova, većinom iz Splita i Zagreba te Dubrovnika, Zadra, Rijeke, Šibenika, Pule, Umaga, Poreča, Varaždina i drugih gradova. Članovi Predsjedništva, izvršnog tijela kluba, vespisti su iz Splita, Zadra, Rijeke i Zagreba.

## Vanjske poveznice
- Stranica kluba